# Úlehle

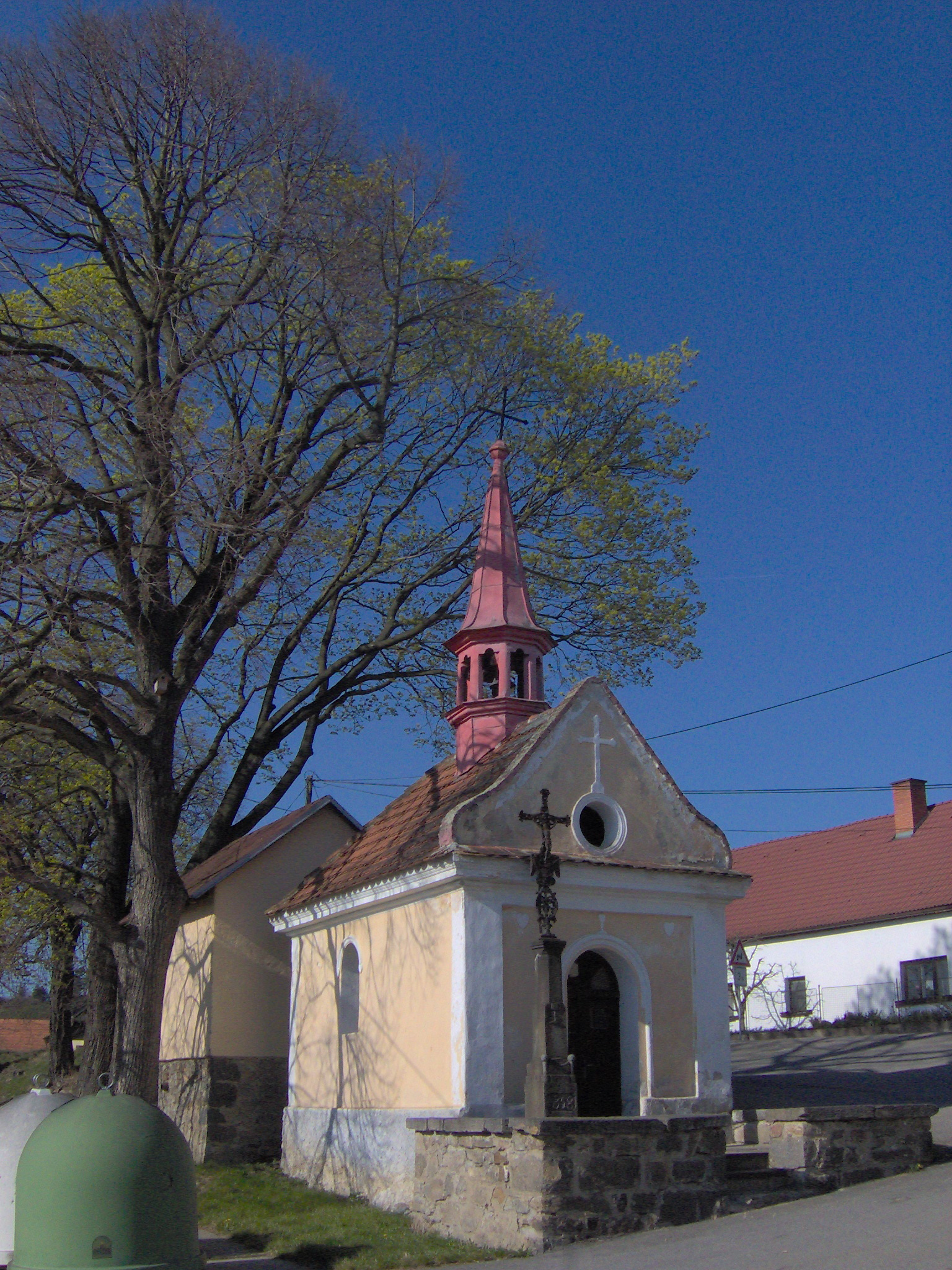
Kapelle in Úlehle

Úlehle [ˈʊːlɛɦlɛ], bis 1924 Oulehle (deutsch Aulechle, früher Aulehle) ist eine Gemeinde in Tschechien. Sie liegt acht Kilometer südwestlich von Strakonice in Südböhmen und gehört zum Okres Strakonice.

## Geographie

### Geographische Lage
Úlehle befindet sich linksseitig des Baches Nihošovický potok im Vorland des Böhmerwaldes. Nördlich erheben sich die Hůrka (655 m) und der Kbíl (665 m), im Nordosten die Ostrá (595 m) und Hradiště (604 m), östlich der Peklo (555 m), im Westen der Prosík (529 m) und nordwestlich der Škavlík (606 m). Gegen Südosten liegt der Teich Jezero.

### Gemeindegliederung
Die Gemeinde Úlehle besteht aus den Ortsteilen Radkovice (Radkowitz), Švejcarova Lhota (Schweizer Lhota) und Úlehle (Aulechle).

### Nachbargemeinden
Nachbarorte sind Švejcarova Lhota, Smiradice und Sousedovice im Norden, Libětice, Pasečná und Přední Zborovice im Nordosten, Strunkovice nad Volyňkou, Slukův Mlýn und Němětice im Osten, Valcha, Nihošovice und Poustka im Südosten, Lesní Chalupy, Zbudov, Hanusovka, Počátky und Doubravice u Volyně im Süden, Radkovice und Němčice im Südwesten, Jetišov im Westen sowie Zahorčice und Kraselov im Nordwesten.

## Geschichte
Die erste schriftliche Erwähnung von Úlehle erfolgte im Jahre 1318.
Das Dorf gehörte zur Herrschaft Strakonitz, Besitzer war seit dem 14. Jahrhundert das Grandpriorat des ritterlichen Malteserordens.
Im Jahre 1840 bestand Aulehle aus 21 Häusern mit 117 Einwohnern.
Pfarrort war Čestitz. Besitzer war der Grandprior der Malteser, Karl Graf von Morzin. Bis zur Mitte des 19. Jahrhunderts blieb Aulehle immer zur Herrschaft Strakonitz untertänig.
Nach der Aufhebung der Patrimonialherrschaften bildete Oulehle/Aulehle mit den Ortsteilen Radkovice und Švejcarova Lhota ab 1850 eine Gemeinde in der Bezirkshauptmannschaft Strakonice und dem Gerichtsbezirk Volyně. Seit 1924 wird Úlehle als amtlicher Ortsname verwendet. 1956 wurde das Dorf elektrifiziert. Im Jahr darauf erfolgte die Kollektivierung der Landwirtschaft, die Bauern von Úlehle und Radkovice bildeten eine gemeinsame JZD. Das Feuerwehrhaus entstand im September 1970, darin sind heute auch die Räumlichkeiten des Gemeindeamtes und der Bücherei untergebracht. Úlehle mit seinen Ortsteilen wurde am 1. Jänner 1974 nach Nihošovice eingemeindet. 1975 wurde ein Löschwasserteich angelegt. Nach einem Referendum lösten sich Úlehle, Radkovice und Švejcarova Lhota zum 24. November 1990 wieder von Nihošovice los und bildeten eine eigene Gemeinde. im Jahre 2006 wurde das Dorf an die Erdgasversorgung angeschlossen. Im Jahr darauf begann der Bau des Sende- und Aussichtsturmes auf dem Kbíl, der 2008 eröffnet wurde.

## Kultur und Sehenswürdigkeiten
- Kapelle in Úlehle, sie wurde 2010 instand gesetzt und erhielt einen neuen Turm
- Kapelle in Švejcarova Lhota
- Kapelle in Radkovice
- Berg Kbíl mit Aussichtsturm und Fels Kbílský dolmen